# Гідо Бельїдо
Гідо Бельїдо Угарте (7 серпня 1979 , Livitaca Districtd, Куско ) (ісп. Guido Bellido Ugarte) — перуанський політик, член партії Вільне Перу.
Член Конгресу Перу від регіону Куско.
29 липня — 7 жовтня 2021 прем'єр-міністр Перу.

## Біографія
Народився 7 серпня 1979 року в окрузі Лівітака, провінція Чумбівілкас, у родині народу кечуа
.
Закінчив Національний університет Сан-Антоніо Абад, де здобув ступінь бакалавра електротехніки
,
а потім — ступінь магістра економіки зі спеціалізацією у державному управлінні та регіональному розвитку
.
До 2018 року був членом партії «Вперед, Перу, вперед!» (ісп. Arriba Peru Adelante).
Потім вступив до лав партії Вільне Перу, ставши секретарем відділення партії в регіоні Куско
.
У травні 2021 року перуанське відомство по боротьбі з тероризмом почало розслідування щодо Гідо Бельїдо через інтерв'ю, що дав він одному з онлайн-видань, в якому він спробував виправдати членів лівої антиурядової організації Сендеро Луміносо
.
На загальних виборах 2021 року Бельїдо було обрано до Конгресу від регіону Куско, 27 липня 2021 року склав присягу як конгресмен.
Через два дні, 29 липня 2021 року, президент Педро Кастільо призначив його прем'єр-міністром країни
.
27 серпня 2021 року Конгрес затвердив уряд Гідо Бельїдо більшістю голосів — 73 «за», 50 «проти».
Голова Конгресу Марікармен Альва під час голосування утрималася
.
7 жовтня 2021 уряд Бельїдо був відправлений у відставку